# Croce commemorativa del Corpo di Spedizione Italiano in Russia
La Croce commemorativa del Corpo di Spedizione Italiano in Russia o Croce di Ghiaccio fu una medaglia riservata a tutti coloro che militavano nel C.S.I.R. durante la Campagna invernale 1941-1942 sul Fronte Orientale, nella Seconda guerra mondiale.

## Storia
La croce commemorativa fu realizzata nel 1942 e richiamava per certi versi la Croce di Ferro tedesca e come questa veniva considerata una medaglia al valore onorifica per la specifica operazione militare della campagna di Russia.
Era detta anche Croce di Ghiaccio sia in riferimento alla Russia ove i militari italiani ebbero non pochi problemi con il gelo e le condizioni climatiche pessime, ma anche al colore degli smalti di cui essa era decorata che erano perlopiù bianco ghiaccio.
I militari italiani del CSIR che ne erano stati insigniti furono autorizzati a fregiarsene dal Ministero della Guerra con Foglio d'Ordini 12-4-1943 Dispensa 15^ n°149.

## Insegne
- La medaglia ha la forma di una croce patente con attacco fisso a cambretta ed è bianca bordata da un cordone in argento. Era in metallo argentato smaltato o zama verniciato per la truppa, in argento smaltata di bianco per gli ufficiali. Sul retro la croce è piana e riporta in incuso, al centro il nome abbreviato del corpo di spedizione "C.S.I.R." e su ciascun braccio l'indicazione delle principali battaglie combattute dal medesimo corpo: "BUG" (a sinistra), "DNJEPR DONETZ" (in alto) e "DON" (a destra), mentre sul braccio inferiore la scritta "LUGLIO 941 LUGLIO 942".
- Il nastro era bipartito di bianco e di nero.

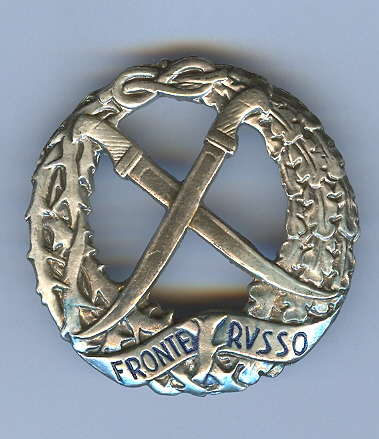
Distintivo assegnato ai componenti del CSIR insieme alla croce.